# Wardruna
Wardruna ist ein norwegisches Musikprojekt, das 2003 von Einar „Kvitrafn“ Selvik, Gaahl und Lindy Fay Hella gestartet wurde. Es konzentriert sich auf nordische Folkmusik mit traditionellen nordischen Instrumenten, Mission ist die Erkundung und Erweckung der Erinnerung an die „nordische Spiritualität und Weisheit“. Der Name Wardruna bedeutet so viel wie "Wächter der Geheimnisse" oder "Sie, die flüstert".

## Geschichte
Das Projekt veröffentlichte 2009 das Album Runaljod – Gap Var Ginnunga, basierend auf acht der Runen des älteren Futharks. Als zweites Album wurde im März 2013 Runaljod – Yggdrasil veröffentlicht, das ebenfalls acht Runen zur Grundlage hat. Im Oktober 2016 wurde Ragnarok, das letzte Album der Runaljod-Trilogie, veröffentlicht, das auf den noch verbleibenden acht Runen basiert.
Im Jahr 2014 wurde bekannt, dass Wardruna sich am Soundtrack für die zweite Staffel der kanadisch-irischen Fernsehserie Vikings beteiligen würde. Am 22. Januar 2015 veröffentlichte Wardruna gemeinsam mit der kanadischen Künstlerin Anilah nach intensiver einjähriger Zusammenarbeit eine gemeinsame Bearbeitung von Anilahs Track Warrior als Warrior (Revisited).
Das fünfte Album mit dem Titel Kvitravn wurde am 22. Januar 2021 veröffentlicht.
Das sechste Album der Band, Birna wurde im Januar 2025 veröffentlicht.

## Rezeption
Jonathan Selzer vom Musikmagazin Metal Hammer Magazin schrieb über Wardrunas Musik: „Die hypnotisierenden, neu gestalteten Rhythmen und eindringlichen verwobenen Stimmen – der Bandkern Einar und Lindy-Fay Hella sind Medien für etwas Jenseitiges, das klingt, als ob es versuchen würde, in dieser Welt Gestalt anzunehmen – und das Einströmen alter Instrumente fühlen sich an wie verlorene Bewusstseinsfragmente, die zu ihrer Quelle zurückkehren...“
Hannah May Kilroy von der britischen Musikzeitschrift Kerrang schrieb: „Wardruna stehen vielleicht im Widerspruch zur modernen Welt, aber vielleicht sind sie genau das, was die moderne Welt braucht.“

## Diskografie
| Jahr | Titel Musiklabel                             | Höchstplatzierung, Gesamtwochen, AuszeichnungChartplatzierungen (Jahr, Titel, Musiklabel, Platzierungen, Wochen, Auszeichnungen, Anmerkungen) | Höchstplatzierung, Gesamtwochen, AuszeichnungChartplatzierungen (Jahr, Titel, Musiklabel, Platzierungen, Wochen, Auszeichnungen, Anmerkungen) | Höchstplatzierung, Gesamtwochen, AuszeichnungChartplatzierungen (Jahr, Titel, Musiklabel, Platzierungen, Wochen, Auszeichnungen, Anmerkungen) | Höchstplatzierung, Gesamtwochen, AuszeichnungChartplatzierungen (Jahr, Titel, Musiklabel, Platzierungen, Wochen, Auszeichnungen, Anmerkungen) | Höchstplatzierung, Gesamtwochen, AuszeichnungChartplatzierungen (Jahr, Titel, Musiklabel, Platzierungen, Wochen, Auszeichnungen, Anmerkungen) | Anmerkungen                             |
| Jahr | Titel Musiklabel                             | DE | AT | CH | UK | NO | Anmerkungen                             |
| ---- | -------------------------------------------- | --- | --- | --- | --- | --- | --------------------------------------- |
| 2009 | Runaljod – Gap var ginnunga Indie Recordings | — | — | — | — | — |                                         |
| 2013 | Runaljod – Yggdrasil Indie Recordings        | — | — | — | — | — |                                         |
| 2016 | Runaljod – Ragnarok By Norse Music           | DE68 (1 Wo.)DE | — | CH82 (1 Wo.)CH | — | — | Erstveröffentlichung: 21. Oktober 2016  |
| 2018 | Skald By Norse Music                         | — | — | CH58 (1 Wo.)CH | — | — | Erstveröffentlichung: 23. November 2018 |
| 2021 | Kvitravn By Norse Music                      | DE2 (4 Wo.)DE | AT1 (2 Wo.)AT | CH2 (4 Wo.)CH | UK50 (1 Wo.)UK | NO11 (1 Wo.)NO | Erstveröffentlichung: 22. Januar 2021   |
| 2025 | Birna By Norse Music (Sony Music)            | DE10 (1 Wo.)DE | AT12 (1 Wo.)AT | CH12 (1 Wo.)CH | — | — | Erstveröffentlichung: 24. Januar 2025   |

## Musikvideos
- 2016: Raido (Regie/Produktion: Tuukka Koski, Koski Syväri)
- 2017: Løyndomsriss (Regie/Produktion: Tuukka Koski, Koski Syväri)
- 2018: Voluspá (Regie/Produktion: Tuukka Koski, Koski Syväri)
- 2020: Grá (Regie/Produktion: Tuukka Koski, Koski Syväri)
- 2020: Lyfjaberg (Regie/Produktion: Ole Fredrik Wannebo / Ragnarok Film)
- 2020: Kvitravn (Regie/Produktion: Ole Fredrik Wannebo / Ragnarok Film)
- 2024: Hibjørnen (Regie/Produktion: Ole Fredrik Wannebo / Ragnarok Film)
- 2024: Himinndotter (Regie/Produktion: Tuukka Koski / Breakfast Helsinki, Ragnarok Film)
- 2024: Birna (Regie/Produktion: Tuukka Koski, Nita Rehtonen / Ragnarok Film)